# Kamienny most w Písku
Kamienny most w Písku (poprz. Jelení most) – kamienny most drogowy na Otawie w Písku, w kraju południowoczeskim w Czechach. Znajduje się na starym mieście, w bezpośrednim sąsiedztwie zamku i stanowi jedną z głównych atrakcji turystycznych miejscowości. Od 3 maja 1958 stanowi zabytek kultury, a 19 kwietnia 1989 został uznany za Narodowy Pomnik Kultury.

## Charakterystyka

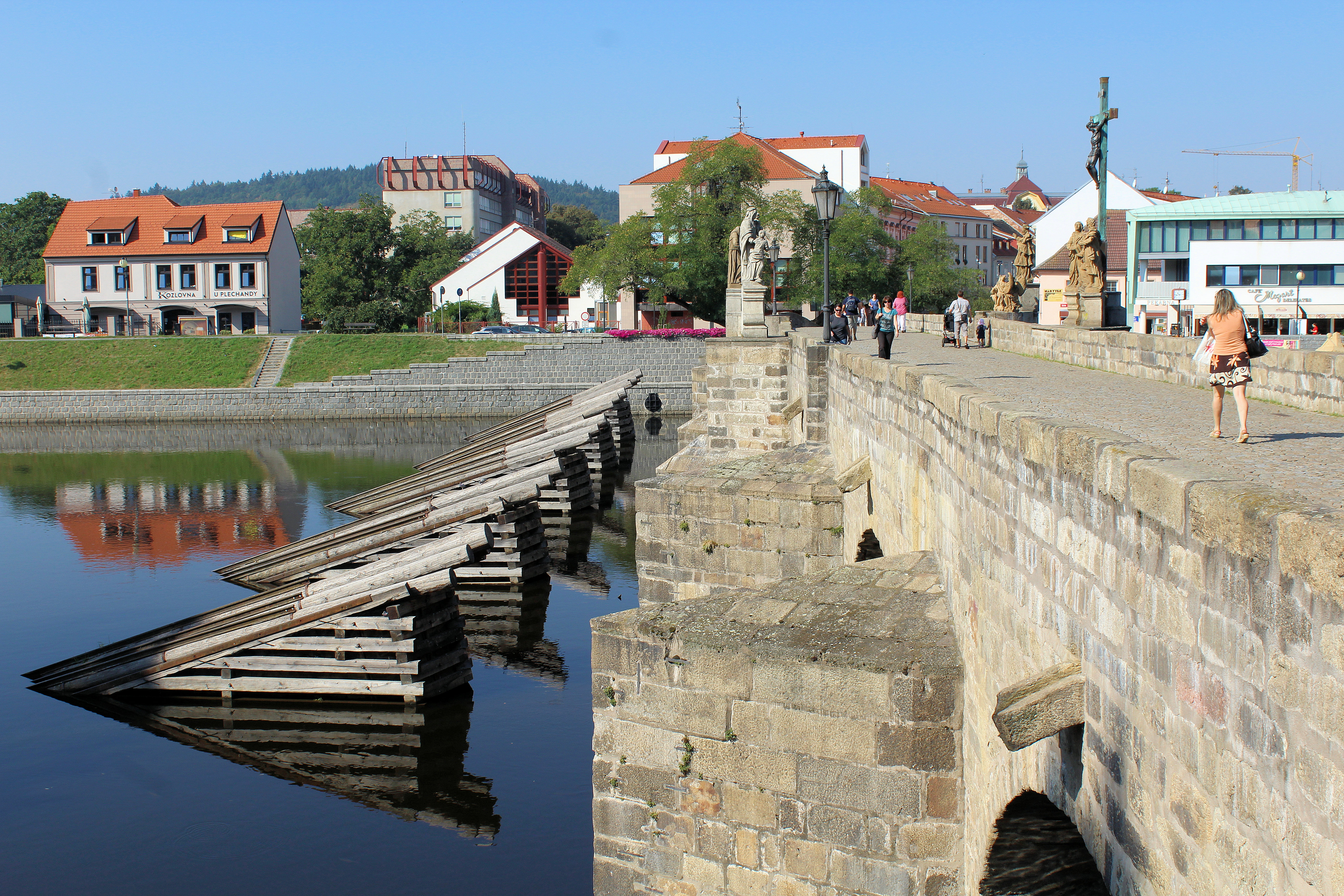
Widok chodnika i izbic

Jest najstarszym zachowanym mostem w Czechach i drugim najstarszym kamiennym mostem w kraju, po Moście Judyty w Pradze, zastąpionym przez Most Karola. Powstał w końcu XIII wieku (1270) jako element Złotego Szlaku na polecenie króla Przemysła Ottokara II, siłami Królewskiej Huty Písek-Zvík. Pierwsza wzmianka pisemna o obiekcie pochodzi z 1348.
Wczesnogotycka przeprawa ma 111 metrów długości, 4,5 metra szerokości i siedem łukowych przęseł, z czego sześć jest oryginalnych, natomiast siódme (na lewym brzegu) zostało zastąpione w XVIII wieku przęsłem wspartym na  łuku odcinkowym o większym świetle. Most zdobią trzy barokowe posągi i grupa Ukrzyżowania.
W historii mostu wielokrotnie był on narażony na zniszczenie przez fale powodziowe, jednak nigdy nie doszło do poważniejszych zniszczeń z tego powodu. Najznaczniejsze uszkodzenia odnotowano podczas powodzi w 2002, kiedy to wody Otawy zmyły balustrady i kilka posągów. Do zmniejszenia szkód przyczynił się remont generalny z lat 1994-1996. W 2012 podjęto rekonstrukcję gotyckich izbic (elementów chroniących przez uderzeniami kry).  W 2012 założono Stowarzyszenie Przyjaciół Kamiennego Mostu w Písku.

## Legenda
Pierwsza nazwa, Jelení most, miała według legendy nietypową genezę. Po oddaniu obiektu do użytku radni miejscy nie mogli zdecydować się na nazwę – było bardzo wiele propozycji w tym zakresie. W związku z tym uznano, iż nazwa pochodzić będzie od osoby, która pierwsza przejdzie przez przeprawę. W momencie, gdy to uradzono z lasu wybiegł jeleń, który pierwszy przebiegł mostem, co dało asumpt nazwie.